# Schuyler County, Illinois
Schuyler County är ett administrativt område i delstaten Illinois, USA, med 7 544 invånare. Countyt grundades 1825 och fick sitt namn efter Philip Schuyler.

## Geografi
Enligt United States Census Bureau så har countyt en total area på 1 143 km². 1 132 km² av den arean är land och 11 km² är vatten.

### Angränsande countyn
- McDonough County - nord
- Fulton County - nordost
- Mason County - öst
- Cass County - sydost
- Brown County - syd
- Adams County - sydväst
- Hancock County - nordväst